# Giro di Puglia 1993
Il Giro di Puglia 1993, ventiduesima edizione della corsa, si svolse dal 20 al 24 giugno 1993 su un percorso totale di 892 km, ripartiti su 5 tappe. La vittoria fu appannaggio dell'italiano Giuseppe Calcaterra, che completò il percorso in 24h40'40", precedendo i connazionali Luca Gelfi e Massimo Ghirotto.

## Tappe
| Tappa  | Data      | Percorso                        | km  | Vincitore di tappa   | Leader cl. generale |
| ------ | --------- | ------------------------------- | --- | -------------------- | ------------------- |
| 1ª     | 20 giugno | Noicattaro > Molfetta           | 163 | Endrio Leoni         | Endrio Leoni        |
| 2ª     | 21 giugno | Canosa > Alberona               | 198 | Giuseppe Calcaterra  | ?                   |
| 3ª     | 22 giugno | Cerignola > Crispiano           | 187 | Giancarlo Perini     | ?                   |
| 4ª     | 23 giugno | Fasano > Locorotondo            | 164 | Giuseppe Petito      | ?                   |
| 5ª     | 24 giugno | Martina Franca > Martina Franca | 180 | Francesco Casagrande | Giuseppe Calcaterra |
| Totale | Totale    | Totale                          | 892 |                      |                     |

## Dettagli delle tappe

### 1ª tappa
- 20 giugno: Noicattaro > Molfetta – 163 km

Risultati
| Pos. | Corridore    | Squadra      | Tempo    |
| ---- | ------------ | ------------ | -------- |
| 1    | Endrio Leoni | J.C.-Club 88 | 4h19'12" |

| Pos. | Corridore    | Squadra      | Tempo |
| ---- | ------------ | ------------ | ----- |
| 1    | Endrio Leoni | J.C.-Club 88 | ?     |

### 2ª tappa
- 21 giugno: Canosa > Alberona – 198 km

Risultati
| Pos. | Corridore           | Squadra      | Tempo    |
| ---- | ------------------- | ------------ | -------- |
| 1    | Giuseppe Calcaterra | Amore & Vita | 5h29'43" |

### 3ª tappa
- 22 giugno: Cerignola > Crispiano – 187 km

Risultati
| Pos. | Corridore          | Squadra       | Tempo    |
| ---- | ------------------ | ------------- | -------- |
| 1    | Giancarlo Perini   | ZG Mobili     | 5h19'01" |
| 2    | Fabiano Fontanelli | Navigare      | a 3"     |
| 3    | Simone Biasci      | Mercatone Uno | a 4"     |

### 4ª tappa
- 23 giugno: Fasano > Locorotondo – 164 km

Risultati
| Pos. | Corridore       | Squadra       | Tempo    |
| ---- | --------------- | ------------- | -------- |
| 1    | Giuseppe Petito | Mercatone Uno | 4h48'37" |

### 5ª tappa
- 24 giugno: Martina Franca > Martina Franca – 180 km

Risultati
| Pos. | Corridore            | Squadra       | Tempo    |
| ---- | -------------------- | ------------- | -------- |
| 1    | Francesco Casagrande | Mercatone Uno | 4h32'12" |

## Classifiche finali

### Classifica generale
| Pos. | Corridore           | Squadra                          | Tempo     |
| ---- | ------------------- | -------------------------------- | --------- |
| 1    | Giuseppe Calcaterra | Amore & Vita-Galatron            | 24h40'40" |
| 2    | Luca Gelfi          | Mapei-Viner                      | s.t.      |
| 3    | Massimo Ghirotto    | ZG Mobili-Bottecchia             | a 6"      |
| 4    | Massimo Podenzana   | Navigare-Blue Storm              | ?         |
| 5    | Dario Nicoletti     | Mapei-Viner                      | ?         |
| 6    | Simone Biasci       | Mercatone Uno-Zucchini-Medeghini | ?         |
| 7    | Leonardo Sierra     | ZG Mobili-Bottecchia             | ?         |
| 8    | Fabrizio Bontempi   | Mapei-Viner                      | ?         |
| 9    | Álvaro Mejía        | Motorola Cycling Team            | ?         |
| 10   | Roberto Petito      | Mercatone Uno-Zucchini-Medeghini | ?         |